# نیکلاس تیه
نیکلاس تیه (انگلیسی: Nicolas Tié؛ زادهٔ ۱۳ فوریهٔ ۲۰۰۱) بازیکن فوتبال اهل فرانسه است.